# علی اشکوریان
علی اشکوریان (زاده ۲۳ اسفند ۱۳۷۹ در تنکابن) تکواندوکار ایرانی است که در وزن ششم جهانی و وزن سوم المپیکی کار خود را پیش می‌برد. وی دانشجوی رشته تربیت‌بدنی دانشگاه آزاد اسلامی تنکابن بوده و در کارنامه‌اش قهرمانی مسابقات جهانی نوجوانان، المپیک جوانان و مسابقات جهانی بزرگسالان به چشم می‌خورد.

## افتخارات
مدال طلای بازی‌های المپیک جوانان ۲۰۱۸ (بوئنوس آیرس)
مدال طلای مسابقات نوجوانان قهرمانی جهان ۲۰۱۸ (تونس)
مدال نقره و کسب سهمیه حضور در بازی‌های المپیک جوانان ۲۰۱۸ (تونس)
مدال طلای مسابقات اپن ۲۰۱۶ (ترکیه) 
مدال برنز مسابقات اپن ۲۰۱۷ (ترکیه)
مدال برنز مسابقات اپن ۲۰۲۲ (کره‌جنوبی)
مدال برنز مسابقات پرزیدنت‌کاپ ۲۰۲۲ (تهران) 